# Leonor Varela
Leonor Varela, właściwie Leonor Varela Palma (ur. 29 grudnia 1972 roku w Santiago) – chilijska aktorka i producentka telewizyjna i filmowa.
Jest pół Chilijką ze strony ojca biologa i filozofa Francisca Vareli (ur. 1946, zm. 2001) oraz pół Francuzką ze strony matki Leonor Palmy. Ma siostrę Alejandrę i dwóch braci – Javiera i Gabriela.
Aby uniknąć represji ze strony junty wojskowej Augusto Pinocheta, rodzice schronili się w Kostaryce, a córkę wysłali do Europy. Varela ukończyła ekskluzywne szkoły w Niemczech oraz we Francji – École du Passage i Conservatoire Supérieur de Paris w Paryżu, gdzie przebywała mając 14 lat. W tym okresie opanowała perfekcyjnie pięć języków: angielski, hiszpański, francuski, niemiecki i włoski.
W roku 1995 trafiła na szklany ekran w niemieckim filmie familijnym Pony Trek fińskiej reżyserki Titty Karakorpi. Pojawiła się potem jako Judith w biblijnym filmie telewizyjnym TNT Harry'ego Winera Jeremiasz (Jeremiah, 1998) z Patrickiem Dempsey w roli tytułowej. Sławę zawdzięcza tytułowej roli w biograficznym teledramacie Hallmark/ABC Kleopatra (Cleopatra, 1999). Telewidzowie uznali, że jest najpiękniejszą odtwórczynią egipskiej królowej spośród 35 dotąd grających aktorek. Magazyn „Maxim” ogłosił ją wówczas „najseksowniejszą kobietą świata”.
Zagrała później postać Nyssy w kinowym horrorze Blade: Wieczny łowca II (Blade II, 2002). W roku 2003 odebrała nagrodę APES w Santiago, w Chile. Krytycy wysoko ocenili jej rolę Kelli – porzuconej przez swego męża matki jedenastoletniego Chavy'ego we wstrząsającym dramacie wojennym Luisa Mandoki Głosy niewinności (Voces inocentes, 2004).
Spotykała się z Billym Zane’em.

## Wybrana filmografia
- 1998: Jeremiasz jako Judyta
- 1999: Kleopatra jako Kleopatra